# Akaina
Akaina je délková nebo plošná míra (přibližně 3 metry nebo 10 m²), která se používala v antickém Řecku.
- Délka: 1 akaina = 3,09 m = 10 stop (pús)
- Obsah (plocha): 1 akinda = 9,54 m² = 100 čtverečních stop (pús).

Latinské jméno tuto starořeckou jednotku je acaena.